# Chondrostoma cyri
Chondrostoma cyri, auch Kura-Nase und Kurinsky-Nase, подуст куринский auf Russisch und Schekamsiah-e Aras auf Persisch gehört zur Familie der Karpfenfische (Cyprinidae).

## Verbreitung
Chondrostoma cyri kommt in Gewässern Vorderasiens vor. Die Spezies ist im Flussbecken des Kura im Kaukasus verbreitet und tritt in einigen Nachfolgestaaten der Sowjetunion auf. Chondrostoma cyri lebt in Fließgewässern Georgiens, Armeniens und Irans.

## Beschreibung
Die Gattungsbezeichnung Chondrostoma entstammt dem Altgriechischen und geht auf chondros (Knorpel) und stoma (Mund) zurück. Sie bezieht sich auf die charakteristische Hornschicht auf der Unterlippe. Die Fische werden im Durchschnitt 20 Zentimeter lang. Chondrostoma cyri hat eine langgestreckte Körperform und silbrig glänzende Schuppen, teilweise mit Pigmentflecken.

## Lebensweise
Über die Lebensweise von Chondrostoma cyri ist wenig bekannt. Die Fische leben benthopelagisch und ernähren sich von Pflanzen, ins Wasser fallenden Insekten und den Larven von Wasserinsekten.